# Mycomya intermissa
Mycomya intermissa är en tvåvingeart som först beskrevs av Eberhard Plassmann 1984.  Mycomya intermissa ingår i släktet Mycomya och familjen svampmyggor. Inga underarter finns listade i Catalogue of Life.